# David Perron
Pour les articles homonymes, voir Perron.
David Perron (né le 28 mai 1988 à Sherbrooke (Fleurimont) au Québec, Canada) est un joueur professionnel canadien de hockey sur glace.
Ayant grandi à Sherbrooke, au Québec, Perron a joué dans les rangs junior pour les Maineiacs de Lewiston de la Ligue de hockey junior majeur du Québec, où il les a menés à la Coupe du président en 2007. Grâce à son jeu, Perron a été repêché en première ronde, 26e au total, par les Blues de Saint-Louis lors de la séance de repêchage de la LNH en 2007. Il a commencé sa carrière professionnelle avec l'organisation des Blues avant d'être échangé aux Oilers d'Edmonton en 2013. Son court passage à Edmonton a été marqué par une myriade de blessures qui l'ont également empêché de participer au championnat du monde de hockey 2014. Après deux ans avec les Oilers, Perron a été échangé aux Penguins de Pittsburgh et aux Ducks d'Anaheim avant de revenir à Saint-Louis en 2016. Il a été laissé sans protection par l'équipe pour le repêchage d'expansion de la LNH de 2017 et a été sélectionné par les Golden Knights de Vegas pour leur saison inaugurale. Perron a connu la meilleure saison de sa carrière avec les Golden Knights et est revenu à Saint-Louis pour la troisième fois en 2018, avec qui il a remporté la Coupe Stanley en 2019.

## Carrière

### Carrière junior
En 2004-05, alors qu'il n'était âgé que de 16 ans, David Perron se présente au camp d'entraînement des Cantonniers de Magog dans la Ligue de hockey midget AAA du Québec mais il n'est pas conservé dans l'effectif et il est renvoyé à Fleurimont dans le midget B. À la suite de sa saison à Fleurimont, Perron est ignoré par toutes les formations du circuit Courteau et il se retrouve avec la formation des Panthères de Saint-Jérôme dans la ligue junior AAA. Âgé de 16 ans, il connait la meilleure saison de sa jeune carrière étant élu joueur de l'année dans la ligue junior AAA avec une récolte de 69 points en 51 matches.
C'est alors que les Maineiacs de Lewiston tentent le coup du côté de Perron qui est désormais joueur autonome pour toutes les formations de la Ligue de hockey junior majeur du Québec. En juin 2006, il est sélectionné lors de la sixième ronde du repêchage de la LHJMQ, au 101° rang total. Après avoir fait sa place au sein de la seule équipe américaine de la LHJMQ, Perron mentionne qu'il doit beaucoup à son entraîneur-chef, Clément Jodoin. Grâce à Jodoin, David a joué sur la première ligne offensive de Lewiston en compagnie de Marc-André Cliche et de Pierre-Luc Faubert. Il a finalement récolté 83 points pour sa première saison dans la LHJMQ et il a marqué des buts importants, notamment face aux Foreurs de Val d'Or et lors de la Coupe Memorial. Il est finalement classé dixième en Amérique du Nord par la centrale de recrutement de la Ligue nationale de hockey à la fin de la saison.

### Blues de Saint-Louis (2007-2013)
Il est sélectionné au premier tour du repêchage de 2007 par les Blues de Saint-Louis et est le deuxième joueur québécois, après Angelo Esposito, à être choisi. Il est au total, le 26e joueur repêché. Perron est le premier joueur de l'histoire à être repêché au premier tour après avoir joué au niveau midget B trois ans auparavant.
En 2007, Perron participe à la Super Série 2007. Grâce à de ses performances, il signe un contrat avec les Blues et après avoir connu un bon camp d'entraînement, les Blues décident de le garder dans l'alignement. Toutefois, il est souvent laissé de côté et dispute son premier match de sa carrière dans la LNH le 12 octobre 2007 face à l'Avalanche du Colorado ; il obtient lors de ce match une passe décisive. Perron marque son premier but le 3 novembre face aux Blackhawks de Chicago. David Perron est le cinquième plus jeune joueur à disputer un match durant la saison régulière avec les Blues (19 ans et 137 jours).
Le 10 novembre 2009, il marque son premier tour du chapeau en carrière dans une victoire 6-1 contre les Canucks de Vancouver.
Le 4 novembre 2010, il fait une commotion cérébrale après une violente mise en échec de l'attaquant des Sharks, Joe Thornton. Thornton est suspendu pendant 2 match et Perron manque le reste de la saison 2010-2011,.

### Oilers d'Edmonton (2013-2015)
Le 10 juillet 2013, il est échangé par les Blues aux Oilers d'Edmonton en retour de Magnus Pääjärvi Svensson et d'un choix de deuxième ronde. Il joue son premier match avec sa nouvelle équipe le 1er octobre 2013 dans une défaite 5-4 contre les Jets de Winnipeg.

### Penguins de Pittsburgh (2015-2016)
Le 2 janvier 2015, il est échangé aux Penguins de Pittsburgh contre Rob Klinkhammer et un choix de premier tour pour 2015. Le lendemain, il marque un but à son premier match avec les Penguins dans une défaite face aux Canadiens de Montréal.

### Ducks d'Anaheim (2016)
Après une production de 16 points en 43 matchs avec les Penguins, il est échangé durant la saison, le 16 janvier 2016, aux Ducks d'Anaheim avec Adam Clendening contre Carl Hagelin.

### De retour avec les Blues (2016-2017)
Le 1er juillet 2016, il retourne avec les Blues de Saint-Louis avec une entente de 2 ans. Il faut mentionner que tous ses contrats ont été signés avec les Blues.

### Golden Knights de Vegas (2017-2018)
Le 21 juin 2017, il est repêché des Blues par les Golden Knights de Vegas lors du repêchage d'expansion de la LNH 2017. Il est nommé assistant-capitaine des Golden Knights au début de la saison 2017-2018.

### Deuxième retour avec les Blues (2018-2022)
Après une saison avec les Golden Knights, il retourne une deuxième fois avec les Blues le 1er juillet 2018 en signant un contrat de 4 ans pour 16 millions de dollars.
Il gagne la coupe Stanley avec les Blues en 2019.
Le 3 mai 2021, Perron récole une aide sur un but dans un filet désert de Ryan O'Reilly vers la fin de son 900e match en carrière dans la LNH, son 600e en tant que joueur des Blues, pour enregistrer son 600e point en carrière et son 400e avec Saint-Louis, atteignant quatre plateau dans le même match.

### Red Wings de Detroit (2022-2024)
Le 13 juillet 2022, lors de l'ouverture du marché des joueurs autonomes de la LNH, l'attaquant québécois signe avec les Red Wings de Detroit pour les deux prochaines années avec un salaire annuel de 4,75 millions $.
En décembre 2023, il reçoit une suspension de six parties pour double-échec illégal à la tête, à l'endroit d'Artem Zub.

### Sénateur d'Ottawa (2024-)
Le 5 juillet 2024, il signe un contrat de deux ans avec les Sénateurs d'Ottawa. Natif de Sherbrooke, il se dit heureux de se rapprocher de chez lui après avoir joué au hockey loin de sa famille et amis proches depuis 18 ans.

## Vie privée
Son frère, Pascal, a joué avec lui dans la LHJAAAQ. Il a aussi joué dans la LNAH avec le Wild de Windsor.

## Statistiques
| Saison     | Équipe                    | Ligue      |       | Saison régulière | Saison régulière | Saison régulière | Saison régulière | Saison régulière |    | Séries éliminatoires | Séries éliminatoires | Séries éliminatoires | Séries éliminatoires | Séries éliminatoires |
| Saison     | Équipe                    | Ligue      | PJ    | B                | A                | Pts              | Pun              | PJ               | B  | A                    | Pts                  | Pun                  |                      |                      |
| 2005-2006  | Panthères de Saint-Jérôme | LHJAAAQ    | 51    | 24               | 45               | 69               | 92               | 8                | 4  | 5                    | 9                    | 8                    |                      |                      |
| 2006-2007  | Maineiacs de Lewiston     | LHJMQ      | 70    | 39               | 44               | 83               | 75               | 17               | 12 | 16                   | 28                   | 22                   |                      |                      |
| 2007       | Maineiacs de Lewiston     | Memorial   |       |                  |                  |                  |                  | 4                | 1  | 2                    | 3                    | 0                    |                      |                      |
| 2007-2008  | Blues de Saint-Louis      | LNH        | 62    | 13               | 14               | 27               | 38               | -                | -  | -                    | -                    | -                    |                      |                      |
| 2008-2009  | Blues de Saint-Louis      | LNH        | 81    | 15               | 35               | 50               | 50               | 4                | 1  | 1                    | 2                    | 4                    |                      |                      |
| 2009-2010  | Blues de Saint-Louis      | LNH        | 82    | 20               | 27               | 47               | 60               | -                | -  | -                    | -                    | -                    |                      |                      |
| 2010-2011  | Blues de Saint-Louis      | LNH        | 10    | 5                | 2                | 7                | 12               | -                | -  | -                    | -                    | -                    |                      |                      |
| 2011-2012  | Blues de Saint-Louis      | LNH        | 57    | 21               | 21               | 42               | 28               | 9                | 1  | 4                    | 5                    | 10                   |                      |                      |
| 2012-2013  | Blues de Saint-Louis      | LNH        | 48    | 10               | 15               | 25               | 44               | 6                | 0  | 2                    | 2                    | 6                    |                      |                      |
| 2013-2014  | Oilers d'Edmonton         | LNH        | 78    | 28               | 29               | 57               | 90               | -                | -  | -                    | -                    | -                    |                      |                      |
| 2014-2015  | Oilers d'Edmonton         | LNH        | 38    | 5                | 14               | 19               | 20               | -                | -  | -                    | -                    | -                    |                      |                      |
| 2014-2015  | Penguins de Pittsburgh    | LNH        | 43    | 12               | 10               | 22               | 42               | 5                | 0  | 1                    | 1                    | 4                    |                      |                      |
| 2015-2016  | Penguins de Pittsburgh    | LNH        | 43    | 4                | 12               | 16               | 28               | -                | -  | -                    | -                    | -                    |                      |                      |
| 2015-2016  | Ducks d'Anaheim           | LNH        | 28    | 8                | 12               | 20               | 34               | 7                | 1  | 2                    | 3                    | 8                    |                      |                      |
| 2016-2017  | Blues de Saint-Louis      | LNH        | 82    | 18               | 28               | 46               | 54               | 11               | 0  | 1                    | 1                    | 8                    |                      |                      |
| 2017-2018  | Golden Knights de Vegas   | LNH        | 70    | 16               | 50               | 66               | 50               | 15               | 1  | 8                    | 9                    | 10                   |                      |                      |
| 2018-2019  | Blues de Saint-Louis      | LNH        | 57    | 23               | 23               | 46               | 46               | 26               | 7  | 9                    | 16                   | 16                   |                      |                      |
| 2019-2020  | Blues de Saint-Louis      | LNH        | 71    | 25               | 35               | 60               | 52               | 9                | 4  | 5                    | 9                    | 8                    |                      |                      |
| 2020-2021  | Blues de Saint-Louis      | LNH        | 56    | 19               | 39               | 58               | 22               | -                | -  | -                    | -                    | -                    |                      |                      |
| 2021-2022  | Blues de Saint-Louis      | LNH        | 67    | 27               | 30               | 57               | 48               | 12               | 9  | 4                    | 13                   | 10                   |                      |                      |
| 2022-2023  | Red Wings de Détroit      | LNH        | 82    | 24               | 32               | 56               | 52               | -                | -  | -                    | -                    | -                    |                      |                      |
| 2023-2024  | Red Wings de Détroit      | LNH        | 76    | 17               | 30               | 47               | 55               | -                | -  | -                    | -                    | -                    |                      |                      |
| Totaux LNH | Totaux LNH                | Totaux LNH | 1 131 | 310              | 458              | 768              | 825              | 104              | 24 | 37                   | 61                   | 84                   |                      |                      |

## Trophées et honneurs personnels

### Ligue nationale de hockey
- 2007-2008 : participe au Match des Jeunes Étoiles
- 2018-2019 : vainqueur de la coupe Stanley avec les Blues de Saint-Louis
- 2019-2020 : participe au 65e Match des étoiles de la LNH